# Szklarnia (Piecki)
Szklarnia (deutsch Glashütte) ist ein Dorf in der polnischen Woiwodschaft Ermland-Masuren. Es gehört zur Landgemeinde Piecki (Peitschendorf) im Powiat Mrągowski (Kreis Sensburg).

## Geographische Lage
Szklarnia liegt am Nordufer des Glaswassers (polnisch Jezioro Krzywy Róg) in der südlichen Mitte der Woiwodschaft Ermland-Masuren, zwölf Kilometer südlich der Kreisstadt Mrągowo (Sensburg).

## Geschichte
Der um 1785 als adliges Gut mit elf Feuerstellen erwähnte Ort Skliarnia bestand ursprünglich nur aus einem sehr großen Hof. Zwischen 1874 und 1945 war er in den Amtsbezirk Peitschendorf (polnisch Piecki) eingegliedert, der zum Kreis Sensburg im Regierungsbezirk Gumbinnen (ab 1905: Regierungsbezirk Allenstein) in der preußischen Provinz Ostpreußen gehörte. Am 30. September 1928 vergrößerte sich Glashütte um den Nachbargutsbezirk Krummenort (polnisch Krzywy Róg), der eingemeindet wurde.
Aufgrund der Bestimmungen des Versailler Vertrags stimmte die Bevölkerung im Abstimmungsgebiet Allenstein, zu dem Glashütte gehörte, am 11. Juli 1920 über die weitere staatliche Zugehörigkeit zu Ostpreußen (und damit zu Deutschland) oder den Anschluss an Polen ab. In Glashütte stimmten 80 Einwohner für den Verbleib bei Ostpreußen, auf Polen entfielen keine Stimmen.
In Kriegsfolge wurde 1945 das gesamte südliche Ostpreußen an Polen überstellt. Das betraf eben auch Glashütte, das die polnische Namensform „Szklarnia“ erhielt. Heute ist das Dorf Sitz eines Schulzenamtes (polnisch Sołectwo) und somit eine Ortschaft im Verbund der Landgemeinde Piecki (Peitenschorf) im Powiat Mrągowski (Kreis Sensburg), bis 1998 der Woiwodschaft Olsztyn, seither der Woiwodschaft Ermland-Masuren zugehörig.

### Einwohnerzahlen
| Jhr  | Anzahl |
| ---- | ------ |
| 1818 | 59     |
| 1839 | 70     |
| 1871 | 95     |
| 1885 | 107    |
| 1898 | 119    |
| 1905 | 97     |
| 1910 | 95     |
| 1933 | 252    |
| 1939 | 230    |
| 2011 | 236    |

## Kirche
Bis 1934 war Glashütte in die evangelische Kirche Aweyden, danach bis 1945 in die Kirche Peitschendorf in der Kirchenprovinz Ostpreußen der Kirche der Altpreußischen Union sowie in die katholische Kirche St. Adalbert in Sensburg im damaligen Bistum Ermland eingepfarrt.
Heute gehört Szklarnia zur evangelischen Pfarrei Mrągowo mit der Filialgemeinde Nawiady (Aweyden) in der Diözese Masuren der Evangelisch-Augsburgischen Kirche in Polen, außerdem zur katholischen Pfarrei Nawiady im jetzigen Erzbistum Ermland in der polnischen katholischen Kirche.

## Schule
Um 1740 wurde in Skliarnia eine Schule eingerichtet.

## Verkehr
Szklarnia liegt unweit der verkehrstechnisch bedeutsamen Landesstraße 59, die die Regionen Giżycko (Lötzen), Mrągowo (Sensburg) und Szczytno (Ortelsburg) miteinander verbindet. In Piecki zweigt eine Nebenstraße nach Dłużec (Langendorf) ab, die durch Szklarnia verläuft.
Eine Bahnanbindung besteht nicht.